# 近藤隆則
近藤 隆則（こんどう たかのり、1959年（昭和34年）2月1日 - ）は、日本の政治家。元岡山県高梁市長（4期）。

## 来歴
岡山県高梁市出身。岡山県立高梁高等学校を経て、1981年（昭和56年）3月、岡山大学工学部卒業。同年4月、高梁市役所に採用される。1996年（平成8年）4月、総務部総務課財政係長に就任。2008年（平成20年）4月、産業経済部商工観光課長に就任。同年9月、退職。
同年9月28日に行われた高梁市長選挙に出馬し初当選。10月24日に市長就任。現在4期目。

## 不祥事
2014年（平成26年）9月28日、スピード違反で検挙される。当時高梁市は秋の交通安全県民運動のさなかであった（9月21日-30日開催）。10月14日、近藤の給与を現行額から50%削減（5カ月）する条例改正案が臨時市議会で可決。10月29日、高梁簡易裁判所から罰金6万円の略式命令が出された。

## 市長選挙の結果

### 2008年（平成20年）
2008年（平成20年）9月28日執行。現職の秋岡毅を破り初当選。
※当日有権者数：30,050人 最終投票率：82.41%（前回比：-2.15pts）
| 候補者名 | 年齢 | 所属党派 | 新旧別 | 得票数   | 得票率 | 推薦・支持             |
| -------- | ---- | -------- | ------ | -------- | ------ | ---------------------- |
| 近藤隆則 | 49   | 無所属   | 新     | 14,226票 | 58.12% |                        |
| 秋岡毅   | 67   | 無所属   | 現     | 10,250票 | 41.88% | （推薦）自民党・公明党 |

### 2012年（平成24年）
2012年（平成24年）9月30日執行。前回に続いて政党推薦を受けず立候補し、再選を果たした。
※当日有権者数：28,318人 最終投票率：76.75%（前回比：-5.66pts）
| 候補者名 | 年齢 | 所属党派 | 新旧別 | 得票数   | 得票率 | 推薦・支持 |
| -------- | ---- | -------- | ------ | -------- | ------ | ---------- |
| 近藤隆則 | 53   | 無所属   | 現     | 14,255票 | 66.76% |            |
| 竹井宏   | 71   | 無所属   | 新     | 7,098票  | 33.24% |            |

### 2016年（平成28年）
2016年（平成28年）9月25日執行。元市議の三谷実を破り3選。
※当日有権者数：27,486人 最終投票率：65.98%（前回比：-10.83pts）
| 候補者名 | 年齢 | 所属党派 | 新旧別 | 得票数   | 得票率 | 推薦・支持 |
| -------- | ---- | -------- | ------ | -------- | ------ | ---------- |
| 近藤隆則 | 57   | 無所属   | 現     | 11,680票 | 66.14% |            |
| 三谷実   | 79   | 無所属   | 新     | 5,979票  | 33.86% |            |

### 2020年（令和2年）
無投票で4選。

### 2024年（令和6年）
2024年（令和6年）9月30日執行。元市議会議長の石田芳生に敗れ、落選。
※当日有権者数：22,493人 最終投票率：66.04%（前回比：0.06pts）
| 候補者名 | 年齢 | 所属党派 | 新旧別 | 得票数  | 得票率 | 推薦・支持 |
| -------- | ---- | -------- | ------ | ------- | ------ | ---------- |
| 石田芳生 | 58   | 無所属   | 新     | 9,185票 | 62.53% |            |
| 近藤隆則 | 65   | 無所属   | 現     | 5,483票 | 37.47% |            |